# Juan Arza
Juan Arza Íñigo (* 12. Juni 1923 in Estella; † 17. Juli 2011 in Sevilla) war ein spanischer Fußballspieler und -trainer.

## Spielerkarriere

### Verein
Arza spielte in seiner Jugend für CD Izarra, den Verein seiner Heimatstadt. Durch sein großes Talent machte er schnell von sich reden. Noch nicht einmal volljährig, absolvierte er bereits ein Probetraining beim Erstligisten Espanyol Barcelona. Obwohl die Verantwortlichen des Vereins grünes Licht für eine Verpflichtung gaben, lehnte Arza einen Wechsel zu den Katalanen auf Grund der großen Entfernung zu seiner Heimatstadt ab. Als er kurze Zeit später von Deportivo Alavés umworben wurde, nahm er deren Offerte nur unter der Bedingung an, jeden Tag nach dem Training nach Hause fahren zu dürfen.
Dank seiner überzeugenden Auftritte bei Alavés dauerte es nicht lange, bis erneut die großen Vereine an seine Tür klopften. 1942 wechselte er schließlich zu CD Málaga in die Segunda División. Obwohl er auch hier seine Klasse unter Beweis stellte, stieg der Verein aus Andalusien am Saisonende ab. Da Málaga nun mit finanziellen Problemen konfrontiert war, sah sich der Club gezwungen, Arza auf die Transferliste zu setzen. Daraufhin lehnte dieser ein erneutes Angebot von Espanyol Barcelona ebenso ab wie eine Offerte von Real Madrid. Stattdessen wechselte er 1943 für knapp 90.000 Peseten zum FC Sevilla und unterschrieb beim Erstligisten einen Fünfjahresvertrag.
In Sevilla erhielt der 20-Jährige von Anfang an das volle Vertrauen von Trainer Patrick O’Connell. Sein Debüt erfolgte dementsprechend bereits am ersten Spieltag der Saison 1943/44. Sevilla traf auf CE Sabadell und gewann dank dreier Tore von Arza mit 5:2. Daraufhin erhielt der junge Spanier von seinem Coach den Spitznamen „El niño de oro“ (dt. „Goldjunge“). Am Ende der Spielzeit waren Arza in 25 Spielen 17 Treffer gelungen. Sevilla wurde Dritter.
Die Folgesaison verlief enttäuschend. Obwohl Arza in 25 Spielen weitere 13 Tore schoss, landete Sevilla am Saisonende nur auf Platz zehn. Daraufhin wurde Trainer O’Connell entlassen und durch den Spanier Ramón Encinas ersetzt. Mit dem neuen Coach wurde Sevilla in der Saison 1945/46 erstmals in der Vereinsgeschichte Spanischer Meister – auch dank 14 Toren von Arza. 1948 gewann Sevilla darüber hinaus die Copa del Rey.
Anschließend erzielte Arza mit seinem Verein überwiegend durchschnittliche Ergebnisse. Ausnahmen bildeten die Jahre 1951 und 1955, als Sevilla Vize-Meister wurde bzw. das Pokalfinale erreichte (0:1 gegen Athletic Bilbao). Einen persönlichen Erfolg errang Arza in der Saison 1954/55, als er mit 29 Toren Spieler wie Alfredo Di Stéfano und Manuel Badenes in der Torschützenliste hinter sich ließ und Torschützenkönig wurde.
Durch eine weitere Vize-Meisterschaft in der Spielzeit 1956/57 nahm der FC Sevilla im Jahr darauf erstmals am Europapokal der Landesmeister teil, da Meister Real Madrid als Titelverteidiger bereits automatisch qualifiziert war. Auf diese Weise betrat Arza im Alter von 35 Jahren zum ersten Mal die europäische Fußballbühne. Insgesamt bestritt er fünf Europapokalspiele. Sevilla scheiterte nach Siegen über Benfica Lissabon und Aarhus GF im Viertelfinale an Real Madrid.
Am Ende der Saison 1958/59 verließ Arza den FC Sevilla nach 16 Jahren Vereinszugehörigkeit. Für die Andalusier schoss der Spanier in 349 Erstligapartien 182 Tore. Keinem anderen Spieler des Klubs sind bis heute so viele Treffer in der Primera División gelungen.
Nach einer letzten Spielzeit bei Atlético Almería beendete Arza 1960 schließlich seine Karriere. 1965 bestritt er mit ehemaligen Kollegen des FC Sevilla ein Abschiedsspiel gegen Spieler des FC Barcelona. Die Partie endete vor über 30.000 Zuschauern mit 4:3 für Sevilla.

### Nationalmannschaft
Seiner Treffsicherheit zum Trotz bestritt Arza lediglich zwei Länderspiele für die spanische Nationalmannschaft. Sein Debüt feierte er am 2. März 1947 gegen Irland. Sein zweites und letztes Länderspiel bestritt er am 8. Juni 1952 gegen die Türkei.

## Trainerkarriere
Nach seiner Karriere als Fußballspieler übernahm Arza für kurze Zeit den Trainerjob bei Real Linense.
In der Saison 1965/66 entließ der FC Sevilla fünf Spieltage vor Schluss in akuter Abstiegsnot Trainer Ignacio Eizaguirre. Daraufhin wurde Arza gebeten, den Club vor dem drohenden Unheil zu bewahren. Diese Bitte konnte der Spanier seinem ehemaligen Verein nicht ausschlagen. Mit der Vereinslegende an Bord startete Sevilla eine beeindruckende Siegesserie. Am Saisonende qualifizierte sich der Verein mit Rang acht gar noch für den Messepokal. Trotz dieses Erfolges lehnte Arza ein Engagement über das Saisonende hinaus ab.
Knapp ein Jahr später glich die Situation jedoch der des Vorjahres. Sevilla drohte erneut der Abstieg. Nach der Entlassung von Trainer Sabino Barinaga wandte man sich ein weiteres Mal an Arza. Zwar musste man diesmal in die Relegation, am Ende aber konnte der Verein durch zwei 1:0-Siege über Real Gijón erneut die Klasse halten. Anschließend räumte Arza abermals seinen Posten.
In der Saison 1967/68 war die Situation noch aussichtsloser. Zum dritten Mal in Folge rief man Arza als Retter herbei. Diesmal aber hatte der Spanier keinen Erfolg. Sevilla stieg ab. Trotzdem versuchte die Vereinsführung, Arza als Trainer zu halten. Mit dem Misserfolg im Nacken stimmte dieser diesmal zu. Daraufhin gelang in der Spielzeit 1968/69 als Tabellenerster der Segunda División der sofortige Wiederaufstieg.
Von 1970 bis 1972 arbeitete Arza als Trainer von Celta Vigo und nahm mit dem Verein 1971 erstmals am UEFA-Pokal teil.
Nach dem Abstieg des FC Sevilla in der Saison 1971/72 gab Arza seinen Trainerposten bei Celta Vigo auf, um zum wiederholten Male an seine alte Wirkungsstätte zurückzukehren und den Wiederaufstieg in Angriff zu nehmen. Als man sich bereits auf einem guten Weg wähnte, brach der Sevilla-Akteur Pedro Berruezo am 7. Januar 1973 während eines Spiels zusammen und starb. Von diesem tragischen Zwischenfall konnte sich das Team nicht mehr erholen. So verpasste man am Saisonende mit Rang vier knapp den Aufstieg. Arza trat zurück.
Nach weiteren Stationen bei Deportivo La Coruña und Celta Vigo beendete der Spanier seine Trainerlaufbahn.

## Erfolge
Als Spieler
- 1946: Spanischer Meister
- 1948: Spanischer Pokalsieger
- 1955: Pichichi-Trophäe

Als Trainer
- 1969: Aufstieg in die Primera División